# 敕勒川路街道
敕勒川路街道是中华人民共和国内蒙古自治区呼和浩特市赛罕区下辖的一个街道办事处。

## 行政区划
敕勒川路街道下辖以下村级行政区划单位：
徐家沙梁村、小厂库伦村、黑兰不塔村、如意和村、讨号板村、后不塔气村、前不塔气村、什兰岱村、大厂库伦村、西把栅村、辛家营村、合林村、东把栅村、西古楼村、东古楼村和六犋牛村。